# Terremoto dell'Albania del 2019
Il terremoto dell'Albania del 2019 è stato un evento sismico di magnitudo 6.5 che ha colpito la zona settentrionale del paese alle 3:54 del 26 novembre 2019, con epicentro a circa 12 km da Mamurras ad un profondità di 20 km. Il terremoto, il più forte in Albania nei precedenti 40 anni, ha provocato 51 morti, più di 3000 feriti e danni ingenti al patrimonio edilizio e, in alcuni casi, storico-culturale.

## Il sisma
Alle 03:54:11 di martedì 26 novembre 2019, una scossa di terremoto di magnitudo Richter 6,5 ha colpito la zona settentrionale dell'Albania, in particolare le prefetture di Durazzo, Alessio e Tirana. L'epicentro è stato localizzato tra Lalez, Kuraten e Shkafane, località della prefettura di Durazzo situate su un promontorio. Ci sono state scosse di assestamento, di cui quattro sono state maggiori del 5º grado e altre dodici tra il 4º e il 5º grado. La scossa di assestamento più forte è stata di magnitudo 5,4 alle ore 7:08:22, secondo i dati di INGV Italia) , si è verificata alle 07:08, meno di quattro ore dopo la scossa principale.
La scossa è stata avvertita in tutta la nazione e nei paesi limitrofi. In Italia è stata percepita in Puglia, Basilicata, Campania, Molise e Abruzzo.
Il terremoto è stato rilevato anche tramite crowdsourcing dal Centro Sismologico Euro-Mediterraneo, dove i sismologi hanno osservato un'impennata nei lanci dell'applicazione mobile LastQuake e sono riusciti a raccogliere fino a 58.125 segnalazioni sull'evento dai testimoni oculari del terremoto.

## Danni e vittime

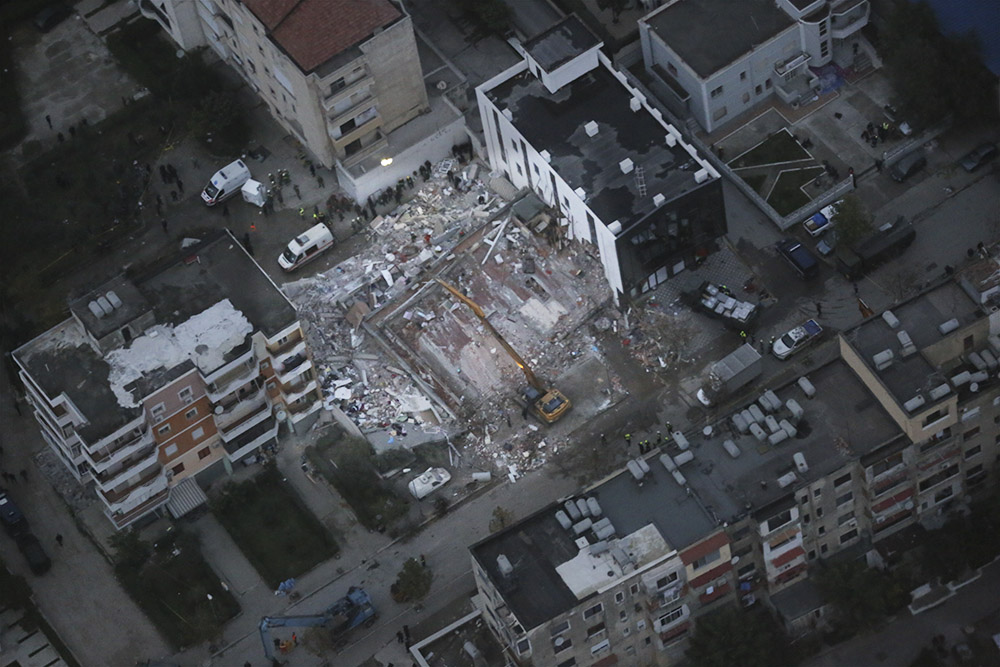
Danni causati dal sisma

I danni più gravi del sisma si sono manifestati a Durazzo e a Kodër-Thumanë, che si trovano vicino all'epicentro del terremoto. Due hotel e due condomini sono crollati a Durazzo. Quattro edifici, tra cui un condominio di cinque piani, sono crollati a Kodër-Thumanë. Molte squadre di salvataggio con attrezzature specializzate, cani monecolari e rifornimenti sono arrivati in Albania dai paesi vicini e da altre nazioni bello per contribuire alle ricerche.
Il bilancio definitivo della tragedia fu di 51 morti e circa 3000 feriti, dei quali almeno 700 ricoverati negli ospedali, nonché 4000 sfollati ricoverati in tendopoli nello stadio di Durazzo o negli hotel. Le ricerche dei dispersi tra le macerie furono portate avanti fino al 30 novembre 2019, quando il premier Edi Rama annunciò lo stop definitivo alle ricerche.